# Корморан Страйк
«Корморан Страйк» (англ. Cormoran Blue Strike) — серия романов британской писательницы Джоан Роулинг, которую она публикует под псевдонимом Роберт Гэлбрейт, главным героем которой является частный детектив Корморан Страйк, бывший военный полицейский.

## Серия книг
1. Зов кукушки / The Cuckoo’s Calling (2013)
2. Шелкопряд / The Silkworm  (2014)
3. На службе зла / Career of Evil (2015)
4. Смертельная белизна / Lethal White (2018)
5. Дурная кровь / Troubled Blood (2020)
6. Чернильно-чёрное сердце / The Ink Black Heart (2022)
7. Бегущая могила / The Running Grave (2023)
8. Человек с клеймом / The Hallmarked Man (2025) выход книги запланирован на 2 сентября 2025 года[2][3].

## Экранизация
В телесериале «Страйк» (англ. Strike), адаптирующем серию, Страйка играет Том Бёрк, а Робин — Холлидей Грейнджер.

## История создания
На протяжении многих лет Джоан Роулинг заявляла о своём желании написать криминальный роман. В 2007 году во время Эдинбургского международного книжного фестиваля писатель Иэн Рэнкин рассказал журналу Sunday Times, что его жена видела Роулинг, пишущую черновик криминального романа. Позже он заявил, что это была шутка. В феврале 2012 года журнал Guardian сообщил о возможном выпуске следующей книги Роулинг в жанре детектива.
Рукопись книги анонимно отправлялась в различные издательства, однако получала отказ за отказом. Так, глава крупного британского издательства Orion Publishing Group Кейт Миллз призналась, что отказалась издавать детектив, потому как роман показался ей тихим и не впечатлил её, а рынок детективов в последнее время был и так переполнен. Книга была выпущена в апреле 2013 года Sphere Books, импринтом издательского дома Little, Brown, который также издал предыдущий роман Джоан «Случайная вакансия».
Инкогнито писательницы было раскрыто журналом Sunday Times, журналисты которого заметили то, что Sphere Books — импринт издательского дома Little, Brown and Company, который годом ранее опубликовал роман Роулинг «Случайная вакансия», а редактором новой книги выступил Дэвид Шелли, который также был редактором предыдущего романа. Некоторые читатели стали подозревать женщину под маской автора-ветерана из-за подробного описания деталей женского гардероба. Также экспертиза, проведённая профессором Питером Миликаном, специалистом по лингвистике, выявила сильное сходство между текстами «Зова кукушки» и «Случайной вакансии».
По словам самой Роулинг, публикация книги под псевдонимом избавила её от давления, из-за которого необходимо оправдывать ожидания читателей и соответствовать закреплённому уровню качества, и, наоборот, дала возможность услышать критику работы, на которой нет её имени. Журналу Sunday Times она заявила, что надеялась на нескорое раскрытие её причастности к написанию романа.
На сайте издательства утверждалось, что Роберт Гэлбрейт — псевдоним бывшего члена отдела спецрасследований Королевской Военной Полиции, который уволился в 2003 году и перешёл в частный охранный бизнес.
Представитель британской книготорговой сети Waterstones сообщил журналу Би-би-си, что считает этот литературный обман лучшим со времён разоблачения Ричарда Бахмана — псевдонима Стивена Кинга.

## Персонажи

### Корморан Страйк
Корморан Блю Страйк — частный детектив, бывший военный детектив, владелец детективного агентства. Начиная с четвёртой книги — старший партнёр Робин. Ветеран войны в Афганистане.

#### Вымышленная биография
Корморан Страйк — незаконорождённый сын рок-музыканта Джонни Рокби, которого он видел лишь дважды за всю жизнь. Его мать — супергрупи Леда Страйк, которая много путешествовала с разными музыкантами. Помимо Корморана, у неё также есть дочь Люси; она растила обоих как мать-одиночка, в основном живя в сквотах. Впоследствии она вышла замуж за малоизвестного рок-музыканта Джеффа Уиттакера и родила ему сына, воспитывавшегося впоследствии прадедом и прабабкой с отцовской стороны. Отчим не нравился обоим детям Леды и близкому к их семье другу Корморана по прозвищу Штырь. Леда не страдала наркозависимостью, но умерла от передозировки, когда Корморану было 20 лет. Однако сам Корморан и Штырь были уверены, что на самом деле её убил Уиттекер, хотя в суде их мнение и не было учтено.
После смерти матери Корморан бросил учебу в Оксфорде и ушёл работать в военную полицию, где даже служил в Афганистане. На службе он подружился с другим офицером, Ричардом Энстисом, и впоследствии стал крёстным его сына. Во время выполнения одного из заданий они нарвались на мину, проезжая по заминированной дороге, и Страйк спас жизнь Энстису, вытянув его с переднего на заднее сиденье, в результате чего у Энстиса обгорело пол лица, а сам Страйк потерял половину своей правой ноги. После этого он решил демобилизоваться, несмотря на предложения остаться на службе даже инвалидом. Вернувшись на родину, Корморан решил стать частным детективом.
Ради открытия своего агентства он был вынужден обратиться к отцу. Однако клиентов у него было очень мало, и в результате на начало первой книги он весь в долгах. Однако затем адвокат Джон Бристоу предлагает ему расследовать смерть своей сестры, известной модели Лулы Лэндри, которую все, кроме Джона, считают самоубийством. Страйк относится к делу скептически, но ради обещанного приличного гонорара соглашается и вскоре обнаруживает, что дело и впрямь более запутанное, чем казалось. В итоге он раскрывает убийство; это делает Страйка звёздным сыщиком, а полицейского детектива, который вёл его ранее, навсегда посрамляет. Также в начале книги на работу к Страйку приходит временная секретарша Робин Эллакотт, и вскоре она оказывается настолько компетентной, что в финале, по окончании расследования, Страйк предлагает ей остаться у него на постоянной основе. Она с радостью соглашается, поскольку всегда хотела бороться с преступностью.
К моменту событий второй книги Страйк и Робин стали очень успешной командой: они занимаются преимущественно рядовыми делами вроде слежек за неверными мужьями и поисков пропавших. Однако внезапно на них снова сваливается расследование убийства: писатель Оуэн Куайн, которого они искали, оказывается убит, причём оформление места убийства имитирует сцену из его последнего, ещё не опубликованного, романа «Бомбикс Мори», который представлял собой смесь сексуальных фетишей самого омерзительного характера. По ходу расследования Страйк активно прибегает к помощи своего старого друга Ричарда Энстиса, который ведёт это дело на официальном уровне. В финале, получив новый гонорар за окончание следствия, Страйк оплачивает для Робин курсы частного детектива, и она становится его официальной напарницей, параллельно продолжая исполнять и старые обязанности.
В третьей книге их бизнес продолжает процветать, а Робин также готовится к своей долгожданной свадьбе. Они получают посылку, которая наводит Корморана на мысль о возвращении четырёх его старых врагов, жаждущих с ним поквитаться. Среди них оказывается и его отчим Джефф Уиттекер, который давно исчез. По мере развития событий погибает ещё один человек, а третьей жертвой едва не становится Робин; из-за этого убийца становится известен как Шеклвэльский Потрошитель. Ещё одной проблемой становится возвращение детектива, которого они опозорили во время дела Лулы Лэндри, за что он намерен с ними поквитаться, не подпуская к делу Шеклвэльского Потрошителя. Чтобы уберечь Робин, Страйк увольняет её, а сам подготавливает ловушку для преступника, о личности которого наконец догадался. В финале Страйк и Штырь, который помогал им в расследовании, прибывают на свадьбу Робин, которая соглашается вернуться к нему в агентство.
Действие четвёртой книги происходит через год. После ареста Шэклвельского потрошителя Страйк стал ещё более востребован и в результате вынужден был расширить свой штат сыщиков. Его отношения с Робин изменились: из-за её брака с Мэттью он усилил дистанцию, чем невольно обидел саму Робин, несчастную в браке и начавшую осознавать свои чувства к Корморану. К ним в бюро приходит психически нестабильный парень Билли Найт, рассказавший Страйку, что в детстве видел удушение и захоронение младенца, после чего убегает. Затем Страйка нанимает министр культуры Джаспер Чизвелл для поисков шантажирующего его человека, но вскоре погибает. Расследование нового убийства происходит на фоне ухода Робин от изменника Мэттью и внезапного сближения Страйка с племянником Джеком, которые подталкивают напарников к восстановлению прежнего уровня дружбы и заставляют задуматься о подлинной природе своих чувств друг к другу.

#### Внешность
Страйк описывается как человек высокого роста, с обширным волосяным покровом на теле (который описывается как очень жёсткий и сравнимый с лобковым). На голове волосы коричневые, вьющиеся.
На улице Страйк обычно одет в коричневое пальто, головных уборов почти не носит. Вместо утраченной ноги носит стальной протез серебристого цвета, во второй книге также стал ходить с тростью.

#### Личность
Корморан в целом добрый и заботливый человек. Он заботится о своих друзьях и близких, всеми силами их защищает, но к самому себе иногда бывает равнодушен: в первой книге он долго отказывался ходить к врачу на осмотр своей культи, считая, что и так нормально справится. Время от времени страдает от проявлений посттравматического стрессового расстройства (тревожность, фобии).
Страйк очень внимателен и обладает хорошо развитым мышлением: при опросах свидетелей он умеет манипулировать словами, позволяя добывать информацию исподтишка. Познания Страйка в разных областях достаточно широки, но не абсолютны, однако он успешно компенсирует их нехватку своими обширными связями в разных сферах, которые использует при любой соответствующей возможности.
Личная жизнь Страйка никогда не была гладкой: в рамках сюжетов первых двух книг у него бывали мимолетные связи, а в третьей появилась постоянная девушка. До событий книг у него были многолетние отношения с Шарлоттой Росс, с которой они постоянно расставались и снова сходились. Однажды она обманула его, что ждала от него ребёнка, потом утверждала, что отцом был не он, а затем Страйк понял, что никакого ребёнка не было. В течение всей трилогии Страйк получает широко освещавшиеся новости о её свадьбе с разведённым богачом, перед которой она попыталась вернуть Корморана лживым SMS, но он ей не ответил.
Для Страйка очень важна его дружба с его напарницей Робин: он никогда не пренебрегает её мнением, всегда старается помочь, а в случае потенциальной опасности ограничивает ей рабочие рамки ради её защиты. В третьей книге, когда их отношения подвергаются испытаниям из-за террора Шеклвэльского Потрошителя, Страйк понимает, что в душе всегда испытывал к Робин лёгкие романтические чувства, но не того уровня, при котором хочется заводить отношения.

#### Развитие отношений с Робин Эллакотт
В отношениях Корморана и Робин постоянно присутствует некая недосказанность. Недосказанность в отношениях главных героев, по видимому, является своеобразным ходом автора, который увлекает читателя, заставляет следить за развитием сюжета.
В первой книге Робин направляют на временное место работы в бюро Страйка, причем ошибочно (он передумывает брать секретаря из-за финансовых проблем, но отменить свою заявку в агентство по временному трудоустройству уже не может). Таким образом, девушка обретает работу своей мечты совершенно случайно — она мечтала стать следователем с юности, желание работать в силовых структурах у неё возникает ещё до изнасилования (о том, что её изнасиловал человек в маске гориллы выясняется в третьей книге), а после этого посттравматического стресса — разгорается в Робин с новой силой. Дорожа своим местом в бюро, Робин работает на пределе возможностей, что не укрывается от внимания Страйка. Он видит, что девушка хороша как в рутинной бумажной работе, так и в логических дедуктивных размышлениях, они постоянно общаются между собой, если их посещает озарение — обязательно делятся информацией друг с другом.
С первой встречи Страйк примечает «аппетитную» фигуру Робин, однако, видя кольцо невесты на её пальце, принимает решение держать дистанцию. Добрый, приятный характер Робин, её доброжелательное отношение к окружающим, производит благоприятное впечатление на её босса. Она добровольно приносит ему еду, заваривает чай и прочее. Девушка постоянно оказывает помощь в расследовании смерти Лулы Лэндри, играя роль полноценного напарника, сама принимает некоторые решения. Деловые качества Робин иногда удивляют Страйка, и он постепенно начинает воспринимать её как равную себе. Благодаря событиям в первой и второй книгах происходит их сближение, они становятся единым «организмом», который успешно функционирует.
Во второй книге Робин знакомит Страйка со своим женихом Мэттью, между ними сразу возникает неосознанная неприязнь. В дальнейшем она подтверждается: Страйк считает Мэттью самовлюбленным (потому что Мэттью красив и осознает это) и эгоистичным; Мэттью считает Страйка чересчур героическим, и вообще понимает свою ничтожность по сравнению с развитой личностью Страйка, начинает ревновать Робин к нему. При удобной возможности Мэттью старается поддернуть Робин замечанием, что она больше общается с Кормораном, чем с ним, и намекает на сильную привязанность девушки к своему боссу, которая грозит перерасти в служебный роман. Частично именно из-за этих подозрений возникает охлаждение между Робин и Мэттью в третьей книге, хотя девушка и не думала заводить роман с боссом. Когда девушка узнает про измену Мэттью, она понимает, что Мэттью судит её по себе.
В третьей книге Страйк начинает встречаться с Элин, которая находится на стадии развода с мужем и имеет дочь. Корморан не горит желание знакомиться с её дочерью, поскольку вспоминает свое детство, когда у его матери постоянно менялись партнеры. Их отношения основываются в основном на интимных встречах, какой-то духовной близости не наблюдается. Узнав об Элин, Робин проявляет некоторые признаки ревности.
Робин подвергается нападению со стороны Шеклвэльского Потрошителя и получает серьёзную травму, однако это событие ещё больше закаляет девушку. Вскоре после этого она осмелеет настолько, что тайно организовывает облаву на педофила; руководствуясь своим печальным опытом, она особенно остро реагирует на преступления сексуального характера. Боясь за жизнь и здоровье Робин, видя, что она готова на многое, даже на самостоятельные и не всегда рациональные действия, Страйк понимает как она ему дорога и делает вид, что увольняет девушку, надеясь удержать её подальше и потом вернуть. После закрытия дела Шеклвэльского Потрошителя, Страйк, избитый и уставший, спешит на свадьбу Робин и Мэттью чтоб уговорить Робин вернуться в агентство. Он спешит поскольку понимает, что если Мэттью станет мужем Робин, то сможет сильно повлиять на неё и не пустить работать (Мэттью изначально был против опасной работы в агентстве). В тексте есть намек, что Страйк решает спрятать поглубже свои чувства и оставить только профессиональную прагматичность, поэтому не хочет мешать свадьбе. Пробравшись в церковь, он сбивает вазон с цветами, вызвав всеобщее смятение. Это привлекло внимание Робин, которая стояла возле жениха с мрачным видом. Увидев Корморана, Робин улыбается и, глядя ему в глаза, говорит «Согласна» у алтаря.
В следующей книге отношения Страйка и Робин вновь подвергаются испытаниям, так как оба начали осознавать свою романтическую симпатию друг к другу, но им мешает присутствие Мэттью: Страйк не хочет портить им брак, но Робин в этом браке несчастлива и решилась сохранить его чисто из жалости после перенесённой Мэттью острой инфекции от царапины о кораллы. В профессиональном плане отношения тоже отдалились, так как Робин чувствует себя отставленной на второй план из-за расширенного штата работников. Однако расследование нового убийства понемногу возвращает их дружбу на прежний уровень, а затем Робин по мелким уликам узнаёт, что Мэттью всё это время продолжал ей изменять, что позволяет ей одновременно со слезами и чувством облегчения уйти от него с намерением развестись. Страйк помогает ей найти временное жильё, а в конце они договариваются о совместном ужине с общими друзьями, возможно, намекая на потенциальные отношения в будущем.
В пятой книге отношения друзей начинают переходить на новый уровень: Робин продолжает разводиться с Мэттью, а Страйк посвящает время либо работе, либо уходу за больной тётушкой. В разные моменты книги (в том числе после ссор) они осознают, насколько важны друг другу, и в итоге устно признаются, что считают друг друга лучшими друзьями. От этого в их общении добавляется теплота, а в конце Страйк, идя праздновать вместе с Робин её тридцатилетие, начинает вспоминать слова своего старого друга о семье, тонко намекая читателю, что готов предложить Робин отношения.
Шестая книга начинается ровно с того места, где заканчивается пятая — Робин и Страйк отмечают день рождения Робин в ресторане «Ритц». Провожая Робин, подвыпивший Страйк пытается поцеловать Робин, но наталкивается на её испуг, который расценивает как проявление отвращения к нему. Поняв, что его отвергли, Страйк пытается забыться, начав отношения с новой девушкой — ювелиром Мэделин Курсон-Майлз, внешне похожей на Робин. На протяжении книги Страйк убеждается, что Робин не оттолкнула от него неловкая попытка поцелуя возле «Ритц». Также он приходит к пониманию, что Робин не настолько неопытная в отношениях с мужчинах, как он думал, и вполне владеет искусством флирта. В конце шестой книги Страйк расстаётся с Мэделин, а Робин, напротив, начинает отношения с полицейским Райаном Мерфи. Читателю дают понять, что Страйк, узнав об этом, понимает, что влюблён в Робин.
На протяжении седьмой книги Робин встречается с Райаном Мерфи, вызывая чувство ревности у Страйка. Вновь, чувствуя себя отвергнутым, Страйк заводит сомнительные отношения с женщиной-адвокатом по прозвищу Бижу, что приводит к нежелательным последствиям для детектива. Страйк разрывает отношения с Бижу и зарекается встречаться со случайными женщинами, способными разрушить его бизнес. В финальной сцене седьмой книги Страйк передаёт Робин содержание предсмертного письма Шарлотты Кэмпбелл: набравшись храбрости, он цитирует Шарлотту, которая заявила, что Страйк давно любит Робин. Из разговор прерывают, и потрясённая Робин уходит из офиса с Райаном Мерфи.

#### Прозвища
Имя Корморан является сложно произносимым, поэтому многие путают его с более привычными (например, Камерон). Друг юности Страйка по прозвищу Штырь называет его Бунзен. Грэм Хардэйкр, бывший коллега Страйка из Отдела специальных расследований, и давний друг Ник Герберт обращаются к нему Огги. Старинный друг Страйка Дэйв Полворт называет его Дидди. Близкие детективу люди используют уменьшительно-ласкательное Корм. Сестра Корморана Люси называет его Стик. Ричард Энстис зовёт его Мистик Боб.
Свое второе имя, Блю (Блуи, Блюи), Страйк получил в честь любимой группы матери Blue Öyster Cult. Шарлотта Кэмпбелл часто обращается к нему, используя это имя.

#### Семья
О своей матери, Леде Страйк, Корморан вспоминает с теплотой: хотя он и осознаёт, что жизнь с ней была полна хаоса и безответственности, он осознаёт, что Леда всё же любила его и стремилась дать ему хоть какое-то воспитание.
Во второй книге упоминается, что у Страйка также есть тётя Джоан и дядя Тед по линии матери, с которыми он поддерживает связь, но с перерывами. Они практически заменили ему и Люси настоящих родителей, а Люси действительно считает их таковыми, поскольку презрительно относится к матери. По примеру дяди, Корморан болеет за футбольный клуб «Арсенал». В пятой книге выясняется, что Джоан больна раком, и Страйк начинает чаще к ним приезжать. В процессе книги тётя умирает. В седьмой книге ли у Теда выявляется начальная стадия деменции.
Корморан очень любит свою сестру Люси и поддерживает с ней связь. Однако отношения у них непростые, поскольку она совсем не испытывает к их покойной матери Леде никакой теплоты и злится на брата за его стремление оставаться одиноким. Сама Люси замужем и имеет троих сыновей; в первой книге Корморан посещает день рождения одного из них. Однако Страйк равнодушен к племянникам и с трудом различает их, из-за чего регулярно получает упрёки от сестры. Средний племянник, Джек, восхищается дядей Кормораном и смотрит на него как на героя. В четвёртой книге Корморан и Джек сближаются, а двух других племянников, Люка и Адама, Страйк лишь терпит, поскольку они отличаются несносным и эгоистичным поведением (чего Люси словно не замечает). В седьмой книге выясняется, что в детстве Люси подверглась действиям сексуального характера на ферме Элмертон, на которой Леда вместе с детьми провела несколько недель. Потрясённый Страйк понимает, почему Люси так враждебно относится к покойной матери и так сильно цепляется за стабильность в жизни. Впервые за всю жизнь Страйк признаёт, что Леда была плохой матерью, хотя и любила своих детей.
Также у Корморана есть брат по отцу, Эл Рокби. Он единственный из родственников по этой линии, с кем Страйк поддерживает отношения в первых книгах. Эл участвовал в событиях книги «Шелкопряд» и помог брату поймать преступника. В пятой книге Эл снова появляется и пытается убедить брата помириться с отцом, поскольку у того рак (Рокби в итоге тоже решается пойти на контакт), но Страйк с презрением отказывает обоим.
На протяжении шестой книги со Страйком пытается связаться его единокровная сестра Пруденс, которая также является незаконнорожденной дочерью Рокби. Но запланированные встречи неоднократно срываются из-за различных обстоятельств. Пруденс и Страйк встречаются после того, как в последний попадает в больницу в конце шестой книги (встреча остаётся за кадром). В «Бегущей могиле» Пруденс и Страйк активно общаются, и в какой-то момент Пруденс оказывается вовлечённой в одно из центральных расследований детективного агентства.

### Робин Эллакотт
Робин Венеция Эллакотт — секретарша и младший (договорной) партнёр Страйка.

#### Вымышленная биография
Робин Венеция Эллакотт родилась в Йоркшире, в семье Майкла Эллакотта и Линды Эллакотт. Была единственной дочерью в семье и росла с тремя братьями — Стивеном, Джонатаном и Мартином. Детство девушки было ничем непримечательным, но студенческие годы оказались трагическими. Во время учёбы в университете Робин подверглась изнасилованию и покушению на убийство: когда она шла в своё общежитие от подруги, на неё напал мужчина в маске гориллы. При попытке нападавшего её задушить: девушка притворилась мёртвой. Далее в суде, она единственная смогла дать показания, в отличие от двух других подвёргшихся нападению ранее этим же человеком жертвах, против насильника. Робин запомнила непримечательные вещи на его лице: расширенный и будто застывший один зрачок и белое пятно под ухом — витилиго. Из-за происшествия ей пришлось бросить обучение. В этот период её парень Мэттью Канлифф, начинает тайные отношения с их с Робин общей подругой — Сарой Шедлок.
В возрасте 25 лет Робин перебирается в Лондон из Йоркшира вслед за женихом Мэттью, который уехал туда чуть ранее и, благодаря ошибке агентства по трудоустройству «Временные решения» попадает на работу к детективу Корморану Страйку в качестве секретаря. Спустя год Робин становится полноценным партнёром Страйка. В этом же году Робин становится женой Мэттью, но через несколько месяцев после заключения брака, Робин и Мэттью расстаются, а чуть позже — официально разводятся. Примерно через год после развода Робин начинает встречаться с другим мужчиной — полицейским Райаном Мерфи.

#### Внешность
Эллакотт описана в романах Роулинг как высокая, длинноногая и стройная девушка. Особенно в её внешности выделяются волосы: длинные, светло-рыжие, отдающие малиновым оттенком. В повседневной жизни Эллакотт предпочитает носить джинсы и свитер.

#### Личность
Робин — отзывчивый и добрый человек. Всегда организована, в меру скромна, обладает тонким чувством юмора и проницательным умом. Автор не раз демонстрирует её природный такт в отношениях с окружающими. В поведении очень уравновешенна, хотя порой не может сдержать эмоциональных срывов. Её обычно тяготят шумные семейные сборы, но в любом случае она дорожит близкими и поддерживает связь с семьёй.
Более эмпатичная и эмоциональная, чем Корморан. С юных лет хотела работать в детективной сфере и была очень рада, когда её направили на временную работу к Страйку. Ценит работу и дружбу с ним и готова ради этого отказываться от своих личных дел, чем встречает непонимание некоторых друзей и родных. В третьей книге выясняется, что в студенческие годы она стала жертвой изнасилования и покушения на убийство, из-за чего очень чувствительно относится к преступлениям сексуального характера. Поэтому в третьей книге она пошла на самоуправство и при поддержке Штыря самостоятельно устроила облаву на одного из подозреваемых — педофила, который насиловал дочь своей девушки. Сразу после ссоры с Мэттью по поводу его измены Робин была настроена окончательно разорвать их отношения. В течение нескольких недель её решимость понемногу угасает: она понимает, что отношения длиной в 9 лет не так просто завершить. В процессе поиска одного из подозреваемых по делу Шеклвэльского Потрошителя Робин встречает женщину, которая очень несчастна. Из разговора с ней, Робин понимает, что она живёт без мужа и детей и поэтому страдает. Робин сравнивает себя с этой женщиной и приходит к выводу, что выйти замуж за Мэттью ей «нужно», это подсказывает логика. Но в итоге в следующей книге, после раскрытия новых измен Мэттью, Робин уходит от него с намерением развестись. В пятой книге развод завершается, но у Робин параллельно возникает другая проблема в лице нового сотрудника Сола Морриса, который постоянно пытается её закадрить, и также, как и Робин находится в стадии развода.. Доходит до того, что он присылает ей на Рождество фотографию своего пениса, вызвав у неё бешеное негодование. Несколько глав спустя она рассказывает об этом Страйку, и тот с отвращением увольняет Морриса.
В детективной деятельности Эллакотт особенно хороша в маскировке. Она удачно использует контактные линзы, очки или мелирование волос, а также йоркширский акцент при разговоре. Помимо этого, её лёгкий характер располагает к ней людей, вызывая их на откровенность, что часто приносит пользу в расследованиях. Бесстрашие и инициативность Робин в оперативной работе иногда вызывают у её босса, впоследствии старшего партнёра по агентству — Корморана Страйка — опасения за её жизнь.
Робин ценит дружбу со Страйком, постепенно возникающую на протяжении совместной работы. Со временем она понимает, что ощущает к нему более сильное чувство, но, не желая вносить личные мотивы в рабочие отношения, предпочитает скрывать это.

#### Псевдонимы
Работая «под прикрытием», Робин использует следующие псевдонимы:
- Венеция Холл
- Бобби Канлифф
- Ванесса Джонс
- Джессика Робинс
- Ровена Эллис

### Субподрядчики детективного агентства
- Энди Хатчинс — первый постоянный подрядчик «Детективного агентства „Страйк и Эллакотт“». Бывший военный полицейский, рекомендован агентству полицейским Эриком Уордлом. Старше Страйка примерно на 10 лет. Страдает рассеянным склерозом, и поэтому не может брать на себя большой объем работы. Несмотря на это, пользуется уважением коллег. Лишь однажды испытывает на себе гнев Страйка, провалив слежку за подозреваемым. Женат. Работает у агентстве с середины 2012 года до конца 2014. Увольняется в связи с прогрессированием болезни.
- Сэм Барклай  — один из лучших подчинённых Страйка и Робин. Шотландец, уроженец Глазго, давний знакомый Страйка, моложе его на несколько лет. Во время срочной службы попал под следствие, которое вел Страйк, и таким образом познакомился с ним. Женат, имеет маленькую дочь. Общительный, добродушный, пунктуальный, исполнительный. Участвует практически во всех расследованиях агентства.

### Прочие
- Мэттью Канлифф — жених Робин, с которым Робин была помолвлена с начала первой книги. Работает бухгалтером. Любит Робин и очень о ней заботится, но при этом почти лишён эмпатии и склонен к эгоцентризму, из-за чего они с Робин регулярно ссорятся. Неодобрительно относится к её работе со Страйком: сначала из финансовых соображений, а потом из-за ревности. Их взаимная неприязнь укрепилась после личной встречи во второй книге, когда Мэттью убедился в серьёзности героизма Страйка, его интеллекте и общем превосходстве над самим Мэттью, которое того крайне задело; Страйк же, в свою очередь, убедился в завистливости и подлости Мэттью. Был искренне поражён тем, что Робин всегда хотела быть детективом, но это помогло ему на какое-то время смириться с её работой. После того, как Робин временно ушла в себя из-за изнасилования, Мэттью изменил ей с их общей подругой Сарой Шэдлок, о чём рассказал только в третьей книге. Это приводит их к временному разрыву, но в конце книги их свадьба все же состоится. Однако в «Смертельной белизне» Робин по мелким уликам обнаруживает, что Мэттью и Сара (уже помолвленная) всё это время продолжали свою интрижку, после чего высказывает ему всю правду об их отношениях и уходит от него. В ходе их развода Меттью пытается как можно сильнее его оттянуть, дабы оставить Робин без гроша, но затем, когда Сара забеременела (Робин предполагает, что она сделала это сознательно, дабы удержать Мэттью), Мэттью отказывается от этого плана и позволяет быстро развести их с Робин, дабы жениться на Саре до родов. В ходе «Дурной крови» Робин окончательно осознаёт, что они с Мэттью никогда по-настоящему не подходили друг другу. В «Чернильно-чёрном сердце» Робин узнаёт, что у Мэттью и Сары родился сын, названный Уильямом.
- Люси Страйк — младшая сестра Корморана (от другого отца), внешне почти на него не похожая. Имеет мужа Грега и троих сыновей. В отличие от брата, очень болезненно относится к воспоминаниям об их детстве, поскольку Уиттекер делал попытки домогательства по отношению к ней. В результате сбежала из дома и переехала жить к тёте и дяде, которых с тех пор считает настоящими родителями. Из-за хаотического детства больше всего ценит уют и семейную стабильность, из-за чего постоянно подбивает брата завести семью, что Страйку только претит.
- Джек — средний сын Люси. Индивидуально выделен с самой первой книги, в которой Страйк посещает его день рождения. Боготворит дядю Корморана и мечтает тоже стать военным. Регулярно рисует для Страйка картинки на военную тематику, но тот его почти не благодарит. Ситуация меняется в четвёртой книге, когда Джек попадает в больницу с разрывом аппендикса и оказывается на грани жизни и смерти. Тогда Страйк впервые проявляет к нему родственную любовь и впоследствии за семейным ужином с удовольствием проводит время за беседой с ним. В следующей книге Страйк честно признаётся Робин, что смог полюбить Джека и проводит с ним время довольно охотно.
- Эрик Уордл — полицейский детектив, участвовавший в расследовании смерти Лулы Лэндри. С самого начала поставил под сомнение версию о самоубийстве и поэтому помогал Страйку. В третьей книге взял на себя полицейскую долю дела о Шэклвельском потрошителе, но вынужден был уйти из дела в связи с внезапной кончиной брата в ДТП. Тем не менее, остался в хороших отношениях со Страйком и в четвёртой книге служит как его главный контакт в полиции. Женат на красивой женщине по имени Эприл. В седьмой книге Страйк узнаёт, что Эприл ушла от Уордла, забрав с собой их общего ребёнка.
- Рой Карвер — ещё один детектив по делу Лулы Лэндри. Довольно противный человек. Именно он настоял на версии о самоубийстве, в связи с чем оказался публично осмеян и опозорен после раскрытия убийства Страйком. В третьей книге перехватил на себя дело Шэклвельского потрошителя и сразу перекрыл кислород Страйку, намеренный отомстить ему за унижение, но в итоге снова остался с носом.
- Ник и Илса Герберты — старинные друзья Страйка. Ник — врач-гастроэнтеролог, а Илса — адвокат. Впервые появились во второй книге, где Страйк побывал у них в гостях, а затем сделал Илсу адвокатом Леоноры Куайн, ошибочно обвинённой в убийстве мужа. В третьей книге Страйк временно поселился у них, когда его дом осадили журналисты, а в четвёртой к ним временно переехала Робин для поисков съемной квартиры. Много лет пытались завести детей и в пятой книге Илса наконец забеременела, но затем на раннем сроке перенесла выкидыш. В «Чернильно-чёрном сердце» Илса снова беременеет, на этот раз естественным способом, а в «Бегущей могиле» она уже мать новорождённого сына Бенджамина. Действие книги начинается с крестин мальчика, на котором Корморан и Робин присутствуют в качестве крёстных родителей.
- Штырь — друг детства Страйка. Был найден его матерью Ледой окровавленным на земле и подобран, после чего стал практически членом семьи. Испытывал к Уиттекеру столь же сильную ненависть, как и Корморан. Впервые появляется в «На службе зла», но читателю тонко намекается, что именно он был неназванным персонажем, которому Страйк позвонил в один из моментов «Зова кукушки» (а в сериале-адаптации это показано напрямую). Его настоящее имя никогда не называется, поскольку Страйк и сам его уже не помнит. В отличие от Корморана, пошёл по криминальной стезе (и даже вид имеет соответствующий), но остаётся верным другом Страйку и всегда готов ему помочь (хотя Страйк всё же ему за это приплачивает). Помогал Робин ловить Ноэла Брокбенка (того педофила, которым одним из подозреваемых по делу Шэклвельского потрошителя), в ходе чего познакомился с его сожительницей, матерью-одиночкой Алисой; Страйк в конце книги предполагает, что у Штыря и Алисы начались отношения. В пятой книге Штырь возвращается и снова помогает Страйку, а также подразумевается, что теперь они с Алисой живут вместе и растят её дочерей совместно. В «Бегущей могиле» выясняется, что старшая дочь Алисы заболела раком. Штырь, пользуясь услугами Страйка, разыскивает по просьбе девочки её биологического отца, которого она непременно хочет увидеть.
- Шарлотта Кэмпбелл (Росс) — бывшая невеста Страйка, с которой у него были близкие отношения длиной в 16 лет. Богатая, красивая, неуравновешенная, склонная к лжи, употреблению наркотиков и суицидам. Так же, как и Страйк, Шарлотта была студенткой Оксфорда, где они и познакомились. Страйк и Шарлотта расстаются в самом начале первой книги, в тот самый день, когда Страйк знакомится с Робин Эллакотт. Страйк разрывает помолвку из-за предполагаемого обмана Шарлотты (та заявляла Страйку, что ждёт от него ребенка). Отношения Страйка и Шарлотты — череда ссор, расставаний и бурных примирений. Через несколько месяцев после расставания со Страйком выходит замуж за бывшего сокурсника и бойфренда Джейго Росса и рожает от него близнецов — мальчика и девочку. Даже после расставания Шарлотта продолжает преследовать Страйка, но всегда получает отпор. В седьмой книге очередная попытка суицида оказывает успешной — Шарлотта умирает в возрасте неполных 42 лет.
- Райан Мерфи — бойфренд Робин, полицейский, давний знакомый Эрика Уордла. Страдает алкоголизмом, на момент встречи с Робин находится в «завязке». Внешне привлекательный — высокий, стройный, с вьющимся каштановыми волосами. Впервые появляется в шестой книге. Мерфи вёл дело, напрямую связанное с новым расследованием детективного агентства Корморана Страйка и Робин Эллакотт. Через некоторое время после знакомства, Райан приглашает на свидание Робин, но та, поняв его неправильно (подумала, что Мерфи приглашает на деловую встречу её и Страйка), отказывает ему, хотя Райан сразу прояснил недоразумение. Робин, у которой были в жизни всего лишь одни серьёзные отношения, боится показаться неловкой в общении с мужчиной. Но в итоге, в конце «Чернильно-чёрного сердца», Робин сообщает Страйку, что она согласилась на свидание. В «Бегущей могиле» Робин и Райан уже пара. Ревнует Робин к Страйку, но до поры до времени не показывает этого.